# كولغان تومان عبد الله (قلعة قاضي)
کولغان تومان عبد الله هي قرية تقع في إيران في قسم قلعة قاضي الريفي. يقدر عدد سكانها بـ 149 نسمة بحسب إحصاء 2016.